# ジャンヌ・ダルク裁判
『ジャンヌ・ダルク裁判』（Procès de Jeanne d'Arc) は、ロベール・ブレッソン監督・脚本による1962年のフランスの歴史ドラマ映画である。ジャン・ドゥレの娘で、後に作家となるフロランス・ドゥレがジャンヌ・ダルクを演じた。
実際の裁判記録を元に、ジャンヌ・ダルクの裁判から処刑までを描いた作品。ブレッソンは、先行作であるカール・テオドア・ドライヤーの 『裁かるるジャンヌ』（1928年、撮影当時は第二版のコピーのみが知られていた）を否定したうえで本作を製作したが、結果としてドライヤーと同様のアプローチをとっている。
第15回カンヌ国際映画祭で審査員特別賞を受賞した。

## キャスト
- ジャンヌ・ダルク - フロランス・ドゥレ（フランス語版）（クレジットは「フロランス・カレ」）
- ピエール・コーション - ジャン＝クロード・フルノー（フランス語版）
- ジャン・ボーペール - ロジェ・オノラ
- ジャン・ル・メートル - マルク・ジャッキエ
- Frere Isambart de la Pierre - ミシェル・エリュベル